# 搭枱
搭枱是彼此不認識的顧客坐在同一圍台上一起用餐。在茶餐廳、茶樓、快餐店、美食廣場等食客眾多的食肆是非常普遍。有些茶餐廳會在「卡位」位置貼上一些「四人座位：繁忙時間兩位請坐一邊」之類的告示，提醒客人卡位的另一邊在繁忙時間會有人搭枱。

## 茶樓搭枱
在繁忙時間上茶樓（香港美心中菜旗下的酒樓除外），服務生不會事先通知或得到客人同意就安排搭枱。他們會先把一張枱顧客吃完離開後髒的枱布捲起來接著放置杯碟，然後換一張新的枱布，一般只安排兩組顧客坐在一張枱。

## 客如輪轉
從事飲食業，茶樓或酒家都如是，生意好或壞，其中之一個標準是，要視乎每張枱每場可招待多少圍客人，搭枱可提升顧客與枱的百分比率。